# Enemies of Reality
Enemies of Reality är det femte studioalbumet av det amerikanska progressiv metal-bandet Nevermore, utgivet 28 juli 2003 av skivbolaget Century Media Records, producerat av Kelly Gray. Albumet återutgavs 2005, remixat och remastrat av Andy Sneap, med bonusspår.
Anledningen till remixningen 2005 av Enemies of Reality var att utgåvan från 2003, producerad av före detta Queensrÿche-gitarristen Kelly Gray, blev kritiserad för grumligt och undermåligt ljud jämfört med den föregående skivan Dead Heart in a Dead World (2000) som producerades av Andy Sneap.
Nevermore blev inte alls nöjda med inspelningen och produktionen 2003, och tyckte att skivan definitivt inte lät som en Nevermore-platta. Kritiken från Nevermore och andra ledde till återutgivningen 2005 där albumet remixats och remastrats av Andy Sneap.

## Låtlista
1. "Enemies of Reality" – 5:11
2. "Ambivalent" – 4:12
3. "Never Purify" – 4:04
4. "Tomorrow Turned into Yesterday" – 4:35
5. "I, Voyager" – 5:49
6. "Create the Infinite" – 3:39
7. "Who Decides" – 4:15
8. "Noumenon" – 4:37
9. "Seed Awakening" – 4:31

Bonusspår på 2005-utgåvan
1. "Enemies of Reality" (video) – 3:58
2. "Enemies of Reality" (live vid Wacken 2004) – 4:50

Text & musik: Warrel Dane / Jeff Loomis

## Medverkande
Nevermore
- Warrel Dane – sång
- Jeff Loomis – gitarr
- Jim Sheppard – basgitarr
- Van Williams – trummor

Produktion
- Kelly Gray – producent, ljudtekniker, ljudmix
- Eddie Schreyer – mastering
- Carl Peterson – assisterande ljudtekniker
- Travis Smith – omslagsdesign, omslagskonst
- Karen Mason-Blair – foto

2005-utgåvan
- Andy Sneap – remix, remastering
- Zach Merck – producent av videon "Enemies of Reality"
- Christian Jungebluth – mix och mastering av videon "Enemies of Reality"
- Kevin Leonard – producent av videon "I, Voyager"
- Lars Ratz – producent av "Enemies of Reality" (live, Wacken 2004)